# Alex Alayan
Alex A. Alayan, teils auch als Alen Alayan geführt, (* 23. Januar 1985) ist ein uruguayischer Gewichtheber.

## Karriere
Alex Alayan nahm mit der uruguayischen Mannschaft an den Südamerikaspielen 2010 in Medellín teil. Dort wurde er im vom Venezolaner Herbys Márquez gewonnenen Wettbewerb der Kategorie bis 85 kg Achter. Im September 2010 trat Alayan bei den Weltmeisterschaften im türkischen Antalya an und belegte den 34. Rang. Im selben Jahr wurde er bei den Panamerikameisterschaften in Guatemala-Stadt 14. Im Rahmen der Ehrungen der besten uruguayischen Sportler des Zeitraums 2009–2010 ("Deportista del Año") wurde er am 28. März 2011 seitens des Comité Olímpico Uruguayo im Teatro Solís als bester Sportler des Jahres 2010 in der Sparte "Gewichtheben" ausgezeichnet.